# Kakanui integricauda
Kakanui integricauda är en kräftdjursart. Kakanui integricauda ingår i släktet Kakanui och familjen Lysianassidae. Inga underarter finns listade i Catalogue of Life.